# Bohemia Hammerskins
Bohemia Hammer Skins, psáno též Bohemia Hammerskins (zkratka BHS) byla první militantní skinheadská neonacistická organizace působící v České republice. Jednalo se o pobočku mezinárodní neonacistické organizace Hammerskin nation, která byla založena v roce 1988 v americkém Dallasu.
Nejvýraznější činnost v Česku, která spočívala mimo jiné i v pořádání koncertů, organizace vyvíjela v letech 1993 až 1996. V roce 1996 vznikla v Česku organizace Blood and Honour Bohemia, která prakticky převzala vedoucí pozici v hnutí a BHS zanikla. Bohemia Hammerskins byla organizace založená na propracované struktuře a pro členství v ní bylo zapotřebí projít dlouhým obdobím čekatelství. Zájemce o členství nejdříve obdržel nášivku Support a teprve poté se stal aktivistou. Členství v BHS se nedalo koupit. BHS měli kontakty po celém světě, organizovali desítky koncertů, na které dováželi WP kapely z celé Evropy, vydávali svoje časopisy, CD WP kapel, což vynášelo peníze na chod organizace, členové neplatili žádné poplatky. Největším úspěchem BHS bylo pořádání koncertů ve Velkém Dřevíči, kde se sjížděly evropské špičky WP. Návštěvnost těchto koncertů byla v průměru 500 lidí.